# قمرية (نبات)
قَمَرِيَّة (الاسم العلمي: Lunaria)، جنس نباتات مُزهرة من فصيلة الكرنبية. موطنها في وسط وجنوب أوروبا وأمريكا الشمالية. ومن أنواعه:
- قمرية معمرة
- قمرية حولية